# Raión de Ivano-Frankivsk
Raión de Ivano-Frankivsk (en ucraniano: Івано-Франківський район) es un raión o distrito de Ucrania en el óblast de Ivano-Frankivsk. La capital es la ciudad de Ivano-Frankivsk.
El raión fue creado en la reforma territorial de 2020, al fusionarse hasta entonces raiones de Bohorodchany, Hálych, Rohatýn, Tlúmach y Týsmenytsia. También se integraron en el nuevo raión los territorios de las ciudades de Ivano-Frankivsk y Burshtýn, que hasta entonces no pertenecían a ningún raión al estar constituidas como ciudades de importancia regional.

## Demografía
Según estimación 2020 contaba con una población total de 559866 habitantes.

## Subdivisiones
El raión incluye los siguientes 20 municipios:
- 6 ciudades: Ivano-Frankivsk (la capital), Burshtýn, Hálych, Rohatýn, Tlúmach y Týsmenytsia
- 7 sélyshcha: Bohorodchany, Solotvyn, Bilshivtsi, Bukachivtsi, Obertýn, Yezúpil y Lysets
- 7 municipios rurales: Dzvyniach, Stari Bohorodchany, Dúbivtsi, Olesha, Zahvizdia, Uhrýniv y Yámnytsia

## Otros datos
El código КАТOТТG es UA26040000000044761.